# Catocala kuznetsovi
Catocala kuznetsovi là một loài bướm đêm trong họ Erebidae.